# 帕米拉·安德森
帕米拉·安德森（英語：Pamela Denise Anderson，1967年7月1日—），出生于加拿大不列颠哥伦比亚雷地史密斯是一位加拿大演员、模特兒、电视剧制片人和作家。有過兩段婚姻，前夫為 Mötley Crüe 樂團鼓手 托米·李，所以有一段時間，她曾使用夫姓為 帕米拉·安德森·李 （英語：Pamela Anderson Lee），後來改嫁給美國歌手Kid Rock。
安德森尤其以她在1990年代拍的电视剧以及模特工作著称。尤其她硕大的隆胸引人注目。她被称为是90年代的性感符号。她拥有加拿大和美国的双重国籍。

## 早年生活
安德森的祖父来自芬兰。她出生时被错误地当作是加拿大建国百年日的第一个新生儿（她的出生时间是早上4:08），被当时的媒介庆祝为“百年婴”，但后来有一份报纸报道说实际上另一位婴儿比她早出生两个小时。她出生后不久她父母就移居到了科莫克斯。

## 生涯
1985年安德森中学毕业，她在高級中學的年书中写道她想要成为加利福尼亚州的沙滩流浪婦（beach bum）。1988年她移居溫哥華，这是她首次体验到大城市的生活。她作为一名指导健身的教练工作。1989年夏她与朋友一起看加拿大式足球，在比赛中球场的屏幕上展示了她，观众对她喝采。她当时21岁，被领到球场上向观众致谢。她当时正好穿着一件一家啤酒厂的宣传T恤衫，这家啤酒厂就聘请她为他们做广告。不久在加拿大所有的酒吧里均能看到安德森的海报了。同年安德森决定为《花花公子》做模特。1989年10月她出现在《花花公子》的封面上。她决定移居洛杉矶继续她的模特生涯。

### 演员和模特

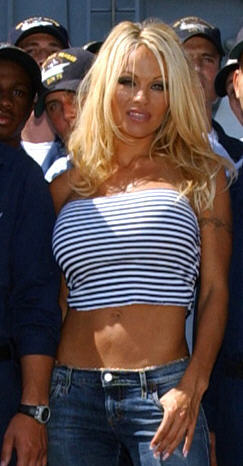
2004年9月，安德森登上美國海軍的隆納·雷根號航空母艦

安德森迁到洛杉矶后将她本来深色的头发漂白了，并隆胸来改善其形象。1991年她在美国热门情景喜剧《家居装饰》中获得一个小角色。她得到观众的好评，因此在《霹靂游龍》中获得了一个重要角色。此后她退出《家居装饰》。同时她继续为《花花公子》做模特，她每年都出现在该杂志的封面。她在《霹靂游龍》中的角色为她赢得了国际观众的注意，而她亦在1994到99年間成為香港觀眾焦點。
1996年安德森在《越空追击》中扮演巴巴拉·科帕茨基，有些人后来误将这个名字当作她的真名。《越空追击》的效果不良。在拍摄这部电影时她流产过一次。1997年4月她帮助主持了一次《周末夜现场》。在节目开始时她说：“知道吗，假如你在台上紧张的话，你就应该裸身！”随后她开始脱衣服。不过她的胸口和阴部最后还是被肉色的胸罩和内裤挡住了。此后数周里深夜的搞笑节目将这次出场当作话题。同年9月她又出现在《花花公子》的封面上。
1998年9月安德森开始出产她自己的电视连续剧《V.I.P》。这部连续剧效果不好，受到批评家的严厉批评。但是因为还是有足够的人因为安德森而看它，它一直持续到2002年。1999年4月15日安德森宣布要取出她的假乳房。许多人奇怪没有为她的生涯铺平了道路的大乳房她的生涯会怎样。安德森说她需要时间来带自己的孩子，因此做模特的时间不会那么多了。
2004年4月安德森重返《花花公子》，这是她第一次裸体登在封面上。后来她还被裸体刊在《Stuff》和《GQ》杂志上。许多人评论说她的乳房比此前的大。
2004年5月12日安德森加入美国国籍，但是依然保持了她的加拿大国籍来帮助她父母（或者至少她母亲）来获得绿卡。从1989年开始她住在南加利福尼亚。
安德森经常在言谈中透露自己的私生活。
2004年安德森发表了一本与他人合作写的小说《星》，这部书描写一个设法获得名誉的少年的故事。此后安德森漫游美国各地，在沃尔玛市场里给她的追随者签名。2005年她发表了一本续本，其中展示了她与汤米·李的生活以及一个出名人物的劳作。
2005年1月安德森承认又装了假乳房了。她说否则的话她觉得自己不是自己，因此她重装了。她还说新的假乳房比她1999年去掉的还要大。
2005年4月安德森在福克斯廣播公司新的情景喜剧《书店丽人》中扮演主角，这部喜剧于2006年5月18日被撤销。2005年晚些时候她在一次采访时说“我是最大的泼妇……”，指的是她对性的开放性和她对自由性交的意见。2005年8月14日美国喜剧中心拍了一部片子《恶搞帕米拉》来庆祝这位过去十年中的性感符号。
2005年12月全国广播公司将安德森上身裸露在艾頓莊的红钢琴上跳钢管舞的录像删掉了。全国广播公司说这段录像不适合黄金时间。2006年3月安德森在加拿大星光大道上获得了一颗星。她是第二位获得星的模特。4月安德森主持加拿大的朱諾獎，她是第一位主持这个奖的非歌手和模特。
安德森在电影《波拉特》中有一次匿名登场。

## 私人生活
1995年2月19日她认识了鼓手汤米·李仅96小时后两人便结婚。两人有两个儿子。李的酗酒和婚内强奸的传闻漏出后安德森两次提出离婚，两次又与李和好。最后两人还是和平分手了。2002年3月安德森称她被李感染了丙型肝炎（可能因为两人同用刺青的针），并开始写小说。2003年10月她在霍华德·斯特恩的广播节目中开玩笑说她估计活不了10至15年了。结果许多网页将玩笑当真。李否认有丙型肝炎。
安德森还曾经与斯克特·拜奥、《海边守望人》的同事大卫·查维特和毒药乐队的音乐家布若特·迈克尔斯有过关系。此外还有许多名人传说与她有过关系。她还与节目主持人史蒂夫·琼斯谈过恋爱，两人至今是亲密朋友。她数次承认她非常喜欢发育良好的男人。
安德森与李拍的一部家用的色情录像被人从他们家里偷走，在因特网上传播。安德森和李告了传播这个录像的公司，最后获得了150万美元，加上律师费，作为他们的盈利所得。
安德森此前与布若特·迈克尔斯拍的另一部私人录像后来也在网上传播。这部录像的部分镜头在1998年3月在《阁楼》杂志中就已经出现。安德森与李的录像如此成功，以至于后来又推出了许多这样的明星家用色情录像。
与李离婚后安德森还两次订婚，包括与搖滾小子，但又两次取消。2006年7月18日她宣布将于7月29日与搖滾小子在法国的一艘游艇上结婚。
她决定卖掉馬利布的房子，搬到一个不太显眼的地方去住。

## 福利工作和其它活动
安德森是一位素食主義者，她提倡动物权利，并是动物保护组织人道對待動物協會的活跃成员，她多次参加提倡动物权利的活动。
安德森参加的人道對待動物協會活动之一是反对使用皮毛。1999年她为此获得了第一枚琳达·麦卡特尼纪念奖。2003年她参加人道對待動物協會的“我宁可裸体也不穿皮毛”的运动。2006年6月28日安德森在英国伦敦走进斯特拉·麦卡托尼的服装店说，假如该服装店为人道對待動物協會捐献足够的钱她就裸体站到服装店的橱窗里。服装店捐钱后安德森真的裸体站到了服装店朝向大街的橱窗中。不过她胸前围了一幅横标：“我宁可裸体也不穿皮毛”。这件事轰动伦敦。
安德森还参加了反对肯德基的运动。2001年她写信支持人道對待動物協會反对肯德基的运动员，说“肯德基每年对7.5亿鸡做的行为是不道德的和无法容忍的”。后来她还拍了一部关于肯德基对待鸡的电影。2006年她写信给肯塔基州州长请她移掉肯德基的创立人桑德斯上校的雕像。她甚至建议换成她自己的雕像，但是被拒绝。2006年2月她决定抵制肯塔基赛马会因为该赛马会支持肯德基。
此外她还参加反对她家乡加拿大猎海豹的活动。2006年3月她要求与加拿大总理史蒂芬·哈珀讨论这个问题，但是被拒绝。5月她在加拿大街头征求居民关于猎海豹的意见。
安德森成为美国肝脏基金会的明星发言人。

## 作品

### 电影
- 《攻占比佛利山》（1991年）
- 《好警察坏警察》（1993年）
- 《终极女蝎星》（1993年）
- 《原始正义》（1994年）
- 《赤裸灵魂》（1995年）
- 《未來帝國》（1996年）
- 《史酷比》（2002年，匿名登场）
- 《地球上的众生》（2003年，纪录片）
- 《驚聲尖笑3》（2003年）
- 《波利死后》（2003年）
- 《没有规则》（2005年，匿名登场）
- 《波拉特》（2006年）
- 《城市獵人》（2019年）

### 电视
- 《家居装饰》（1991至1993年）
- 《海边守望者》（1992年至1997年）
- （1994年）
- 《V.I.P》（1998年至2002年）
- 《惩恶者》（2003年至2004年，配音）
- 《恶搞帕米拉》（2005年）
- 《书店丽人》（2005至2006年）
- 两次出现在《乃出個未來》